# Старая Каменка (Пензенская область)
Ста́рая Ка́менка — село в Пензенском районе Пензенской области России, центр Старокаменского сельсовета.
Расположено в 24 км к югу от Пензы.

## Физико-географическая характеристика

### Часовой пояс
Пензенский район, находится в часовом поясе, обозначаемом по международному стандарту как Moscow Time Zone (MSK). Смещение относительно UTC составляет +4:00.

## Историческое значение

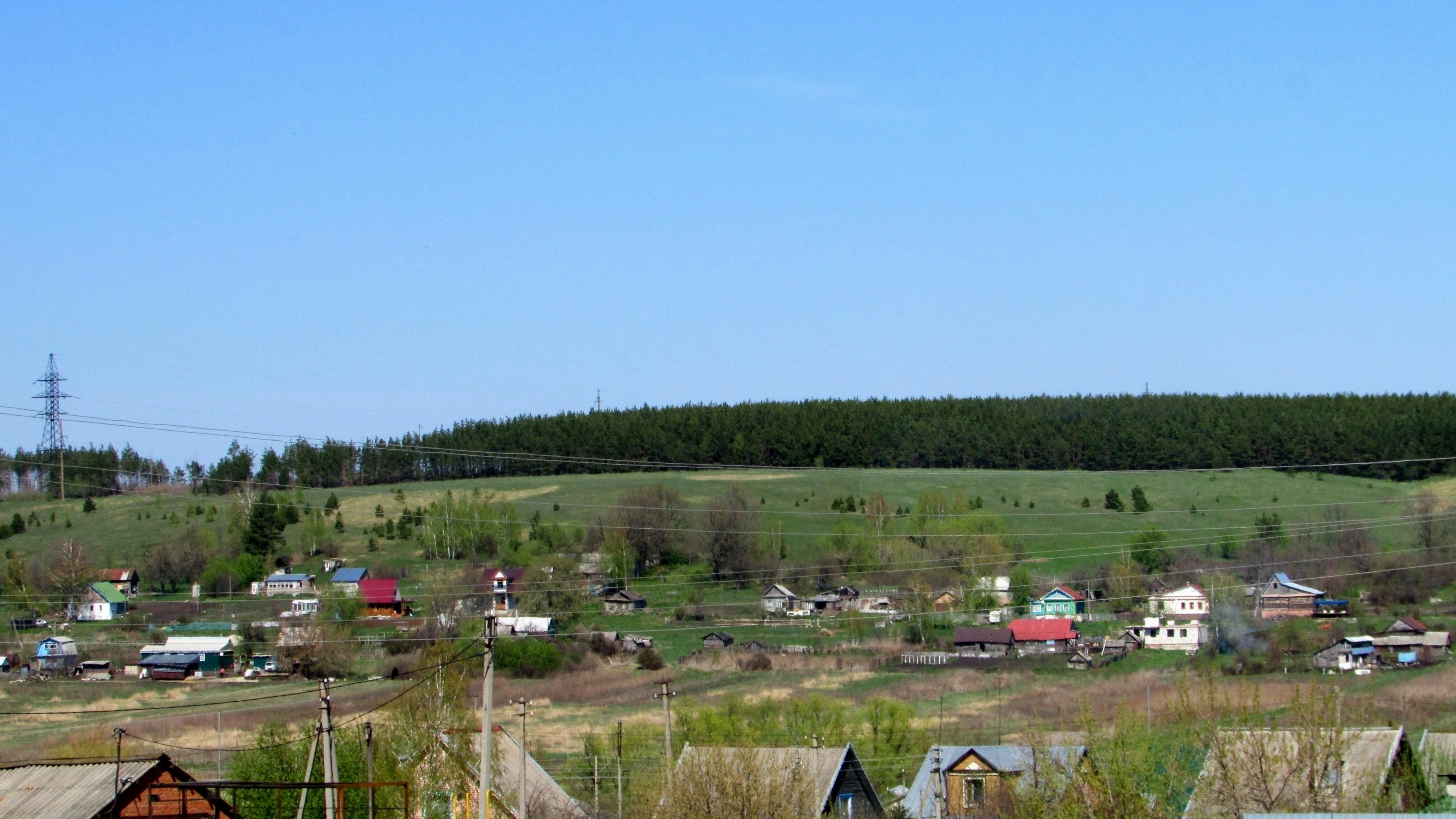
Верховья реки

Село Дмитриевское было основано около 1700 года в верховьях реки Большой Каменки — притока Ардыма.
Основатели села — помещики Оболдуев Никита Андреевич, Якушкин Алексей Яковлевич и Хвощинский Семен Лаврентьевич.
Задолго до основания города Пензы, находился каменный брод, через который переправлялись из золотоордынского города Укека на Волге в город Мохши (Наровчат), а оттуда, в свою очередь, шла дорога из Астрахани в Москву.
Через каменные броды переправляли тяжело груженые телеги — ехали на поклон Орде.
В 1730 году село было переименовано в Каменку, позднее — в Старую Каменку (по той причине, что неподалёку было основано село Новая Каменка, основанное как выселок из Старой Каменки).
На 1748 год — 386 жителя.
В 1864 году здесь было 6 поташных заводов, 3 маслобойни, 4 мельницы, ярмарка.
На 1864 год — 722 жителя.
В 1877 году была образована школа, ещё 5 поташных заводов, винокуренный завод (реконструированный в 1915 году). На 1877 год — 1 215 жителя.
Каменка — правый приток Ардыма, бассейн реки Пензы — упоминается в сочинении Корнилия де Бруина (1707 год), проезжавшего от Саратова на Пензу через эту речку.
Земли села Старая Каменка в начале XX века принадлежали помещику Покровскому А. Г. Управляющим поместья был Маркелов И. Г., а часть земель принадлежало помещику Голову Д. В. В 1905 году под влиянием революции, приведшей к восстаниям крестьян в соседних сёлах, крестьяне Старой Каменки также попытались отобрать земли у помещика, однако им это не удалось. Все зачинщики были арестованы, но по многочисленным просьбам их жен спустя некоторое время их отпустили.
В 1911 году Голов Д. В. основал винокуренный завод. 19 мая 1915 года завод начал свою работу. Однако проработал Головский винокуренный завод недолго, так как произошла революция, вследствие которой завод перешёл в собственность государства и был переименован в Каменский спиртзавод. Октябрьская Социалистическая революция 1917 года, как и для всей страны, принесла огромные изменения в жизни Старой Каменки. Был создан комитет бедноты, под руководством которого в селе была разделена помещичья земля и имущество. На 1912 год — 1 224 жителя.
В 1929 году в селе Старая Каменке было создано коллективное хозяйство (колхоз). Оно объединяло 29 хозяйств. Первым председателем колхоза «Новый путь» был Саратов П. И., а затем им стал местный житель Дундин Н. Е.. С 1929 года колхоз «Новый путь» объединял крестьян сел Старая Каменка, Новая Каменка, Левашовка и Дертевка. На 1930 год — 1 256 жителя.
В 40-е годы XX века, во время Великой Отечественной войны старокаменцы, находясь в глубоком тылу, помогали нашей армии «ковать победу». Работал постоянно спиртовой завод, на полях колхоза старокаменцы выращивали хороший урожай, снабжая армию продовольствием.
В 1965 году колхоз «Новый путь» был объединён с совхозом «Оленевский». В 1971 году образовался совхоз «Майский». Совхоз «Дертевский» был создан в 1987 году на базе бывшего совхоза «Майский» — он включал новый животноводческий комплекс на 16 тысяч голов крупного рогатого скота, с оригинальной технологией содержания животных, оснащенный современными высокопроизводительными машинами и оборудованием. На 1970 год — 803 жителя.
За хозяйством было закреплено более 10 тыс. га сельхозугодий, из которых 8900 га пашни. Совхоз входил в состав агроплемсоюза СССР. В 1988 году была построена закрытая система орошения с подачей воды из Сурского водохранилища.
В настоящее время (2004 год) в селе работают Ардымский спиртзавод, центральная усадьба ЗАО «Племзавод Дертевский» (1999 год).
При хозяйстве построен благоустроенный жилой городок. Общей площадью 46,0 тыс. кв. м.

## Население
| 1748  | 1782  | 1864  | 1877  | 1897  | 1912  |
| ----- | ----- | ----- | ----- | ----- | ----- |
| 386   | ↗954  | ↘722  | ↗1215 | ↘983  | ↗1224 |
| 1926  | 1930  | 1939  | 1959  | 1970  | 1979  |
| ↗1294 | ↘1256 | ↘964  | ↘696  | ↗803  | ↘756  |
| 1989  | 1996  | 2002  | 2004  | 2008  | 2010  |
| ↗3062 | ↗3585 | ↘3182 | ↗3362 | ↗3370 | ↘3156 |
| 2013  |       |       |       |       |       |
| ↗3271 |       |       |       |       |       |

## Общество

### Образование, культура и наука
На базе села в 2005 году был открыт Социокультурный центр (СКЦ), который представляет собой тесную взаимосвязь социально-культурных объектов СКЦ:
- Центр работает по программе «Потребность быть здоровым».
- МБОУ СОШ, в состав которой входит Физкультурно-оздоровительный комплекс (ФОК). С 2010 г. в школе действует электронная библиотека.
- Районная Детская музыкальная школа.
- Сельская врачебная амбулатория.
- Библиотечно-досуговый Центр (БДЦ).
- МДОУ детский сад.

### Спорт
В селе расположены спортивные сооружения.

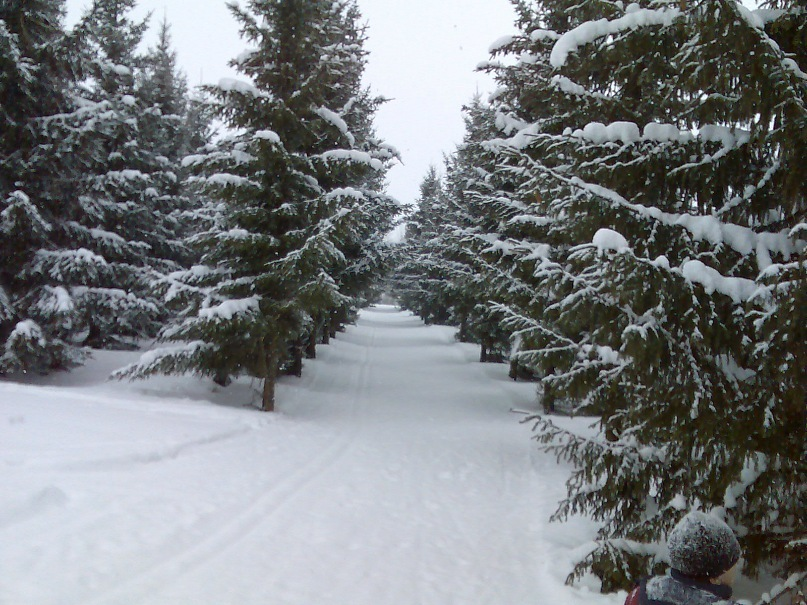
Лыжная трасса в Парке.

Цель программы: реализация всех возможностей школы для формирования психически — здорового, социально — адаптированного, физически развитого человека. Большую в укреплении здорового образа жизни играют организованные спортивные секции: волейбол, футбол, баскетбол, легкая атлетика, лыжи и другие. Школа располагает двумя спортивными залами, школьным стадионом, на котором проводятся районные соревнования по футболу, стритбольной площадкой, площадкой для пляжного волейбола, зимней площадкой для мини-футбола, баскетбольной площадкой, тренажерным залом.
Структурным подразделением школы является физкультурно-оздоровительный комплекс. В ФОКе работают следующие секции: лыжная секция, футбол, легкая атлетика, волейбол, группа здоровья и общей физической подготовки, аэробика, теннис. В Фоке занимается учащиеся школы, молодежь села. Спортсмены МО «Старокаменский сельсовет» являются неоднократными призёрами различных проводимых в районе и области соревнований.
С 2010 года школа работает по программе «Школа успеха». Цель программы: реализация всех возможностей школы для формирования успешной личности, способной к постоянному самоопределению и самосовершенствованию, с ценностными ориентирами на самостоятельность, инициативность и ответственность, способной самореализоваться в жизни. Основными направлениями работы школы являются спортивное направление и информационно-технологическое. Наша школа является лидером в спортивно-массовых мероприятиях. Сайт школы занимает первые места в районных конкурсах сайтов и призовые места в областных.
- Футбольное поле с искусственным покрытием[8]
- Теннисный корт
- Спортивные залы: Большой зал 1 — 277,8 м2, Большой зал 2 — 400 м2, Малый зал — 155,8 м2.
- Спортивные площадки: Стритбольные — 14м×14 м, Волейбольная — 48м×9 м, Баскетбольная — 28м×14 м.
- Спортивный городок: Поле футбольное — 100м×55 м, Поле мини-футбольное — 60м×30 м, Беговая дорожка.

### Культура
В учреждении культуры МБУК «Старокаменский БДЦ» постоянно ведется работа по укреплению материально-технической базы, развитию самодеятельного художественного творчества, совершенствованию форм и методов работы с населением по месту жительства. Различные формы досуга проводят в МБУК «Старокаменский БДЦ». Население бесплатно посещает различные кружки, любительские объединения: детская театральная студия, юношеский взрослый драматический кружок, детский фольклорный ансамбль, женский вокальный ансамбль, хореографический ансамбль, детское любительское объединение «Звездочка», любительское объединение «Ветеран», объединение «Садовод-любитель», которые неоднократно награждались дипломами, грамотами и другими поощрительными призами на районных и областных конкурсах.
Сельская библиотека является информационным центром села, местом общения жителей. Библиотека предоставляет жителям села информацию по всем жизненно важным вопросам учебного, социального, правового, экономического характера. В библиотеке оформлен информационные стенды, на которых представлены программы и Законы Российской Федерации и Пензенской области.
Книжный фонд библиотеки составляет 7500 экземпляров. Число посещений библиотеки одним жителем в год — 6. Библиотека выписывает 8 наименований периодических изданий.

## Религия
- Церковь в годы Великой Отечественной войны[9]
- Молитвенный дом во имя Дмитрия Солунского[10]

## Инфраструктура

### Связь
На территории муниципального образования расположены почтовое отделение связи, автоматическая телефонная станция, вышки телефонной сотовой связи: филиал ОАО «МегаФон», «Билайн», «Теле2», «JSM» — Интернета.
В селе существуют две телефонные станции на 200 и 300 номеров, установлены телефонные стационарные кабины в улице Советская, возле администрации Старокаменского сельсовета, а также в малых населенных пунктах (д. Новая Каменка, д. Князь-Умет, д. Левашовка).

### Транспорт
С областным центром налажено постоянное сообщение маршрутными «ГАЗЕЛями» до остановки «Гидрострой», автобусное сообщение до автовокзала г. Пенза.
- 1. Маршрутное такси Старая Каменка — Пенза (Гидрострой) 06:00-18:00
- 2. Маршрутное такси Пенза (Гидрострой) — Старая Каменка 07:00-19:00

Вертолётная площадка Старая Каменка Ширина: 20, Длина: 20, Покрытие: Твёрдое (бетон), Оператор: ГазпромАвиа.
В МО образована муниципальная пожарная охрана, приобретено необходимое пожарное оборудование, сотовый телефон. Заправку топливом и обслуживание пожарной машины, состоящую на балансе КФХ Медянцева Л. А. по договору осуществляет администрация Старокаменского сельсовета.

### Экономика
Сельское хозяйство представлено семью крестьянско-фермерскими хозяйствами (КФХ).
Здесь хорошо развиты земледелие, овощеводство и животноводство. Основу экономики Старокаменского сельсовета составляет именно сельское хозяйство, сельхозпредприятий и крестьянских (фермерских) хозяйств. Большинство сельскохозяйственной продукции, производимой здесь потребляется в семье.
Организацию благоустройства и озеленения территории сельсовета осуществляет администрация сельсовета, а также жилищно-коммунальное хозяйство, расположенное на территории МО. Так, в 2008, 2009, 2010 годах совместно с центром занятости Пензенского района созданы бригады по благоустройству из числа безработных граждан которые в течение весеннее-летнее-осеннего периода осуществляли работу по благоустройству территории МО: улиц, парка. Кроме этого, все учреждения, предприятия и организации, находящиеся на территории Старокаменского сельсовета, ежегодно проводят очистку и благоустройство закрепленных за ними территорий.

### Водоснабжение
Предоставление жилищно-коммунальных услуг населению, объектам соцкульбыта, организациям и предприятиям различных форм собственности в муниципальном образовании «Старокаменский сельсовет» осуществляет . Это многоотраслевое предприятие оказывающее следующие виды жилищно-коммунальных услуг: водоснабжение, водоотведение, теплоснабжение, вывоз твердых бытовых отходов, техническое обслуживание, уборка территории.
Водоснабжение домовладений производится двумя насосными станциями. На станцию 1-го подъёма вода поступает из каптажей и артезианской скважины, суммарной производительностью 51 куб. м./час. Вода собирается в два сборных резервуара общим объёмом 250 куб. м. Суточный объём поступающей воды 912 куб. м., общая протяженность трубопровода — 29,3 км.
Горячее водоснабжение поступает в многоквартирные дома не всегда, а по времени. В морозы горячее водоснабжение не всегда доступно.
Теплоснабжение и ГВС многоквартирных домов, объектов соцкульбыта, предприятий и организаций в с. Старая Каменка осуществляется 14-ю автоматизированными котельными, снабженными электронными датчиками.

## Производство предприятия
- ООО «Ардымский спиртзавод» — производство, реализация и перевозки этилового спирта из пищевого сырья.[11]
- Пензенское линейно-производственное Управление магистральных газопроводов в с. Старая Каменка — контроль транзита газа по газопроводу «Саратов — Нижний Новгород». Управление предприятием осуществляет ООО «Газпром трансгаз Нижний Новгород». «Саратов — Нижний Новгород» — однотрубный газопровод, с диаметром трубы 820 мм, рабочим давлением 55 кг/кв. см. По территории области проходит с юга на север, протяженность 186 км. В эксплуатации с 1961 года. Имеет более 13 отводов на 30 газораспределительных станциях.